# クロネコメンバー割
クロネコメンバー割（クロネコメンバーわり）とは、ヤマト運輸が発行する宅急便および運送資材にのみ利用できる電子マネーサービス、及び本サービスにて使用する電子マネーの名称である。

## 概要
自社の会員組織「クロネコメンバーズ」の会員証となる電子マネーカード（付帯できる電子マネーは入会時に「WAON」「nanaco」「楽天Edy」の中から選択）に追加の形で搭載できる、宅急便運賃と、包装資材等の購入に限って利用できる電子マネーである。

### 会員機能
クロネコメンバーズ会員は、公式サイトにログインすることにより、送り状の作成機能や宛先・差出人の住所情報を登録するなどのサービスを受けられる仕組みになっている（メンバーズカードを用いると支店・営業所にある「ネコピット」端末にID入力なしでログイン手続きを行う事ができる）。

### 運賃割引
「クロネコメンバー割」には2タイプあり、作成時に選択する必要がある。なお、一度選択したものを変更することはできず、必要ならば改めてカードを作成する必要がある。なお、どちらも入金上限はチャージ後の残高が10万円を超えない範囲となっている。
- クロネコメンバー割

運賃が10%引きとなる。入金は3,000円以上1,000円単位で最大29,000円までが1回あたりの上限となっている。
- クロネコメンバー割BIG

運賃が15%引きとなる。入金は50,000円以上10,000円単位で最大100,000円までである。

## 注意点
- メンバー割で割引となるのは、元払い運賃のみで、クール料金などの付帯料金や着払い運賃には、割引は適用しない。また、残額不足で、残りの額を現金で支払う場合は、メンバー割残額に対してのみ割引となる（別のクロネコメンバー割や電子マネー・QRコード決済との併用は不可）。
- クロネコメンバー割にチャージした分は、ヤマト運輸でしか利用できない（コンビニなどでの電子マネーとしての利用はできない）。また、代金引換（コレクト）の支払いも、クロネコメンバー割では利用できない。
- なお、クロネコメンバーズカードに付いている『「WAON」・「nanaco」・「楽天Edy」』でも支払いは可能だが、この場合は、運賃10%（BIGは15%）割引にはならない。
- メンバーズカードを紛失した場合は、専用のフリーダイヤルに連絡し、再発行手続きしなければならず、発行手数料330円かかる。また、紛失カードにメンバー割残高がある場合は、再発行カードを持参の上、最寄の宅急便センターに出向く必要がある。ただし、再発行カードにおいて、残高移行前にメンバー割にチャージした場合は、紛失カードの残高移行ができなくなるので注意[2]。

## 歴史
- 2007年（平成19年）11月15日 - 母体となる会員制度「クロネコメンバーズ」が開始される。
- 2014年（平成26年）5月12日 - 電子マネー「クロネコメンバー割」サービスが開始される。
- 2015年（平成27年）11月10日 - 沖縄県がサービス対象地域に入り、全国の拠点で利用できるようになる。